# Zemětřesení na Sumatře 2009
Zemětřesení na Sumatře 2009 bylo katastrofické zemětřesení o síle 7,6 Mw s epicentrem přibližně 45 km od Padangu na Sumatře. Zemětřesení proběhlo v 10:16:10 UTC 30. září 2009. Hypocentrum zemětřesení se nacházelo v hloubce asi 87 km. Vláda ohlásila celkem 1115 obětí a skoro 3000 zraněných. Kromě toho bylo vážně poškozeno okolo 135 000 domů a dalších 140 000 bylo poškozeno lehce. 250 000 rodin tedy asi 1,25 milionu lidí přišlo o střechu nad hlavou.